# Ayanna Howard
Pour les articles homonymes, voir Howard.
Ayanna MacCalla Howard, née le 24 janvier 1972, est une roboticienne américaine, directrice du département Interactive Computing au Georgia Institute of Technology. Elle est également titulaire de la chaire financée par fonds de dotations Linda J. et Mark C. Smith en bio-ingénierie de l'École d'ingénierie électrique et informatique et la directrice du laboratoire Human-Automation Systems (HumAnS). Elle est actuellement présidente de la School of Interactive Computing du Georgia Tech College of Computing.

## Biographie
Enfant, Howard était passionnée par les robots et son émission de télévision préférée était Super Jaimie. Elle a obtenu une licence en ingénierie à l'université Brown en 1993, une maîtrise en 1994 puis un doctorat en génie électrique à l'université du Sud de la Californie en 1999. Sa thèse sur l'apprentissage récursif pour la manipulation d'objets déformables a été dirigée par George A. Bekey.

### Carrière
Howard commence sa carrière à la NASA Jet Propulsion Laboratory. En 2008, elle est devenue célèbre pour ses robots SnoMote, conçus pour étudier l'impact du réchauffement climatique sur les barrières de glaces en Antarctique. En 2013, elle fonde Zyrobotics, qui par la suite a lancé sa première gamme de produits thérapeutiques et éducatifs pour les enfants ayant des difficultés d'apprentissage. Howard a également été directrice adjointe de la recherche au Georgia Tech's Institute for Robotics and Intelligent Machines et présidente du doctorat en robotique multidisciplinaire au Georgia Tech.  En 2017, elle est devenue présidente de la School of Interactive Computing au Georgia Tech.

### Recherche
Les domaines de recherche d'Howard s'articulent autour des interactions homme-machine, la robotique d'assistance/rééducation, la robotique à la fois scientifique et de terrain, ainsi que la perception, l'apprentissage et le raisonnement. 
De l'apprentissage intelligent à la réalité virtuelle dans un but rééducatif, en passant par la robotique pour des thérapies pédiatriques, les travaux de recherche et les ouvrages publiés de Howard couvrent une multitude sujets autour de la robotique et de l'intelligence artificielle. Son travail de recherche se concentre sur son intérêt pour le développement technologique d'agents intelligents devant interagir avec et dans un monde centré sur l'être humain. Ces travaux, qui traitent des questions d’interaction homme-machine, d’apprentissage et de contrôle autonome, ont donné lieu à plus de 200 publications revues par des pairs. 

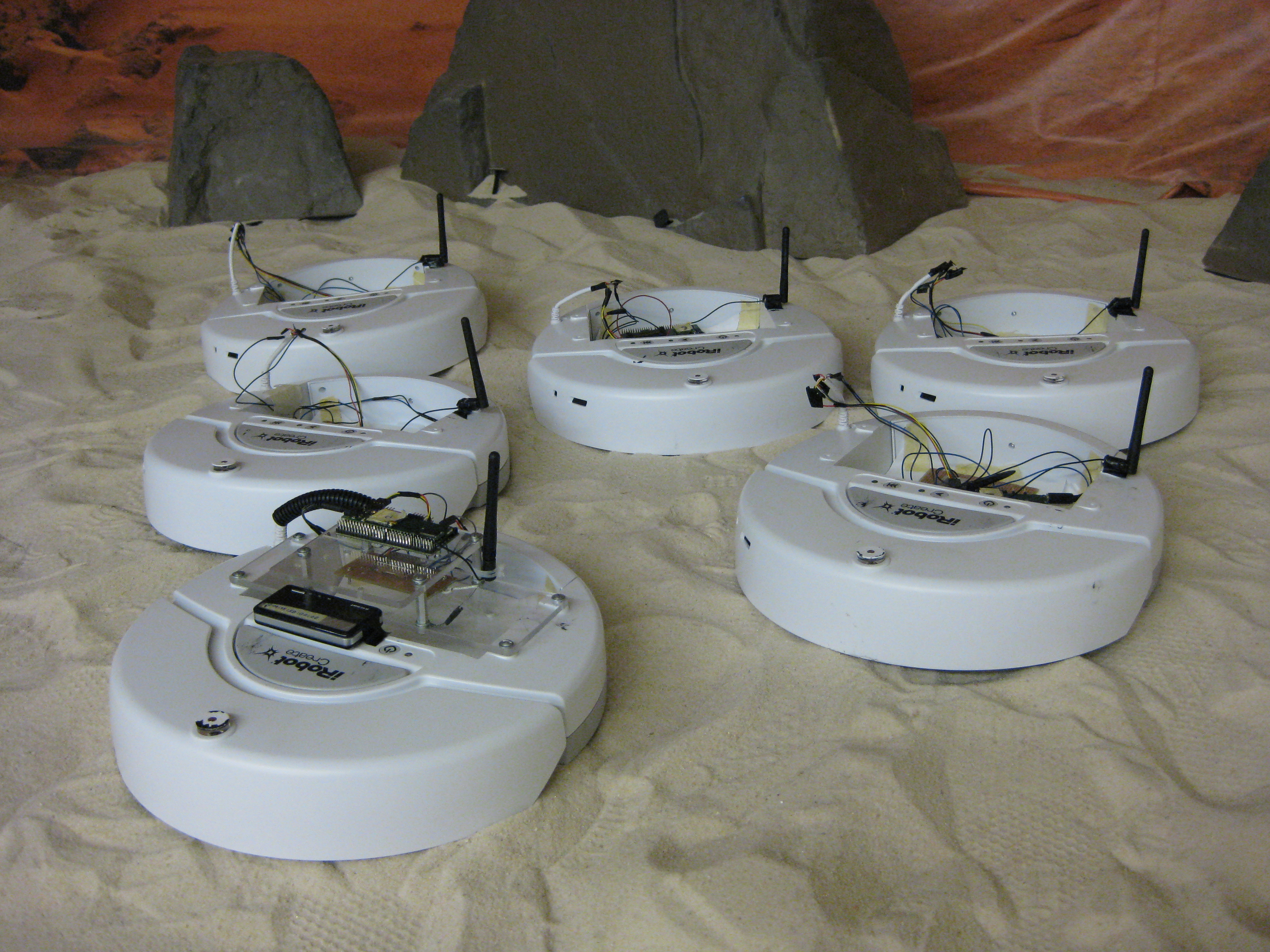
Une équipe de robots iRobot Creates au GRITS Lab (conjointement avec Magnus B. Egerstedt) pour un projet de recherche sur un réseau de capteurs.

## Distinctions et récompenses
Les nombreuses réalisations de Howard ont été documentées dans plus d'une douzaine d'articles. En 2003, elle a été nommée au MIT Technology Review TR100 parmi les 100 plus grands innovateurs du monde âgés de moins de 35 ans,. Par ailleurs, elle est citée dans l'article du magazine TIME intitulé « Rise of the Machines », en 2004. Elle a également figuré dans un article d'USA Today Science & Space.
Ci-dessous les prix les plus importants : 
- 2001 : Prix d'excellence Lew Allen (anciennement prix de la direction pour la recherche du laboratoire de propulsion par réaction) pour d'importantes contributions techniques[11]
- 2003 : listée parmi les 100 meilleures innovatrices de l'année du MIT Technology Review[9],[8]
- 2010 : Conférence NAE Gilbreth[12]
- 2014 : Prix A. Richard Newton Educator ABIE, Institut Anita Borg[13],[14],[15]
- 2016 : Prix A. Nico Habermann de la Computer Research Association[16]
- 2016 : Médaille des diplômés en génie Brown (BEAM)[17]
- 2016-2017 : Ambassadrice des inventions AAAS-Lemelson[18]
- 2017 : Les femmes du magazine Atlanta font une marque[3]
- 2017 : Prix Atlanta WLPower25 de l'héritage du marcheur[19]
- 2018 : Top 50 des femmes américaines dans la technologie selon Forbes[20]